# 이지 리스닝 (음반)
《이지 리스닝》(Easy Listening)은 사카모토 마아야의 첫 번째 미니앨범이다.

## 수록곡
1. inori(기도)
2. blind summer fish
3. doreddo 39
4. afternoon repose
5. bitter sweet
6. another grey day in the big blue world
7. birds

## 스탭
- 작사: 사카모토 마아야(1,2,3,5,7)·Shanti Shnyder(4)·Chris Mosdell(6)
- 작곡: 칸노 요코 (전곡)
- 편곡·프로듀스: hog(전곡)